# Джестури
Джестури (итал. Gesturi) — коммуна в Италии, располагается в регионе Сардиния, в провинции Южная Сардиния.
Население составляет 1390 человек (2008 г.), плотность населения составляет 31 чел./км². Занимает площадь 47 км². Почтовый индекс — 9020. Телефонный код — 070.
Покровителем населённого пункта считается святая Тереза.

## Демография
Динамика населения:

## Администрация коммуны
- Официальный сайт: http://www.comunegesturi.it/ Архивная копия от 23 августа 2020 на Wayback Machine